# Giuseppe Franchetti
Giuseppe Franchetti (Mantova, 21 novembre 1824 – Mantova, 6 aprile 1903) è stato un filantropo e imprenditore italiano.

## Biografia

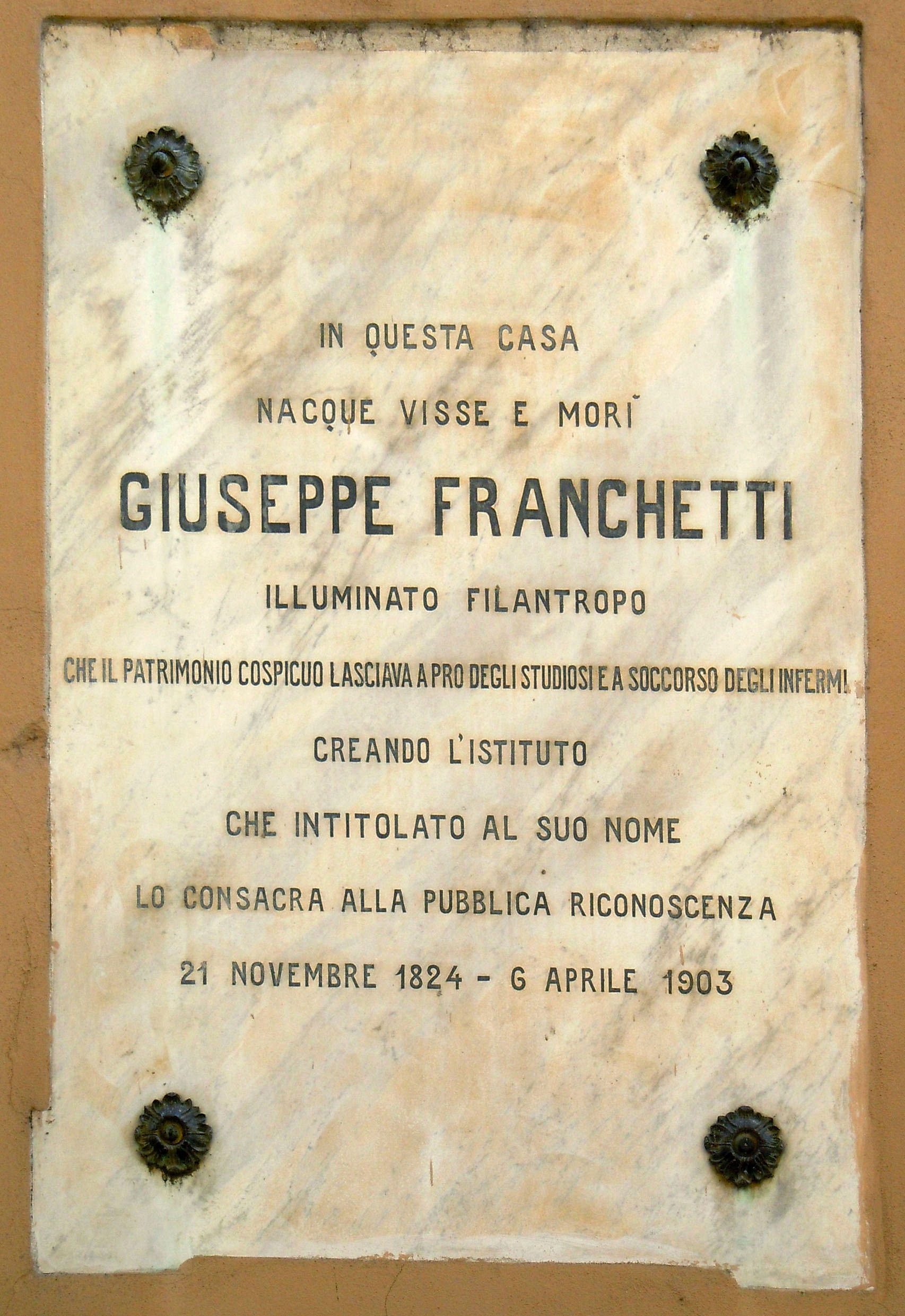
Mantova, lapide commemorativa

Nato in una famiglia ebrea mantovana, dedicò tutta la vita alle pubbliche cariche amministrative e a opere di beneficenza.
Per 26 anni fu presidente della locale Camera di Commercio (dal 1876 al 1902), membro dei consigli della Banca d'Italia e della Banca Mutua Popolare.
Accumulò nella sua lunga vita innumerevoli cariche: fu membro della Congregazione della Carità, socio della Reale Accademia Virgiliana e membro del consiglio direttivo, membro del comitato del monumento a Virgilio, presidente delle Scuole serali commerciali; presidente della Commissione Israelitica di Culto e Beneficenza, vice presidente del Consorzio Agrario, presidente del Consorzio idraulico di IV categoria, Valle di Paiolo, ed altre ancora.
Il contenuto del testamento di Giuseppe Franchetti fu reso noto due giorni dopo la morte.

### Istituto Giuseppe Franchetti
Giuseppe Franchetti lasciò erede universale del suo ricco patrimonio il Comune di Mantova. I beni lasciati da Giuseppe Franchetti furono valutati in circa due milioni e mezzo di lire. Tolti legati a parenti, assegni agli impiegati delle sue aziende di Mantova, di Milano ed altri paesi, elargizioni e rendite vitalizie ai domestici, donazioni a tutti gli istituti cittadini, rimasero un milione e 650.000 lire per la costituzione dell'Istituto che avrebbe dispensato ogni anno assegni e premi di studio agli studenti più bisognosi e meritevoli.
Il 28 giugno 1906, con atto firmato da Vittorio Emanuele III e controfirmato dall'allora presidente del consiglio Giovanni Giolitti, si costituì l'Istituto Giuseppe Franchetti in “Ente Morale sotto un'amministrazione autonoma”. 
Oltre all'originario lascito di Giuseppe Franchetti si aggiunsero i lasciti della maestra Ada Vincenzi e dell'Ing. Ploner. 
Dal 1º gennaio 2004 l'Istituto si è trasformato in Fondazione di diritto privato e senza scopo di lucro ai sensi della legge Regionale n° 1 del 13 febbraio 2003. Il Consiglio di Amministrazione è composto da 5 membri compreso il Presidente, di cui due nominati dal Comune di Mantova, uno dall'Amministrazione Provinciale di Mantova e due dal Consiglio della Comunità ebraica di Mantova.